# Omiodes seminitidalis
Omiodes seminitidalis là một loài bướm đêm trong họ Crambidae.